# Henri Lumière
Pour les articles homonymes, voir Lumière.
Henri Lumière, né à Lyon (Rhône) le 8 mai 1897 et mort à Cannes (Alpes-Maritimes) le 4 octobre 1971, est un aviateur et industriel français. Il fut administrateur-fondateur d'Air France, président de la société Lumière de 1940 à 1964 et président de l'Aéro-club du Rhône et du Sud-Est de 1931 à 1967.
Il est le fils d'Auguste Lumière, inventeur avec son frère Louis du Cinématographe Lumière.

## Biographie

### Jeunesse
Henri Lumière est né à Lyon le 8 mai 1897. Fils cadet d'Auguste et Marguerite Lumière, il est le neveu de Louis Lumière et le petit-fils d'Antoine Lumière, leur père, tous trois fondateurs de l'entreprise à laquelle il va consacrer sa vie. Son éducation se fait dans un milieu familial très uni qui lui apporte, dès sa prime jeunesse, un exemple de courage et d'ardeur au travail. Très attiré par la mécanique, il entre en 1914 à l'École centrale de Lyon et se destine à une carrière d'ingénieur. Cependant, la Première Guerre mondiale vient bientôt interrompre ses études supérieures et il s'engage volontairement pour la durée des hostilités, le 13 avril 1915 à l'âge de 18 ans.

### Famille
Peu avant la 2e guerre mondiale, Henri Lumière rencontre, lors d'un meeting aérien à Lyon-Bron, Yvette Piperno, récemment divorcée, vivant à Genève avec ses deux filles, Liliane (née en 1926) et Huguette (née en 1929). Il l'épouse peu après et adopte les enfants.

### Première Guerre mondiale
Suivant l'exemple de son oncle Édouard, qui disparaît en service commandé en 1917, Henri Lumière opte pour l'arme aérienne naissante. Affecté tout d'abord au service automobile du 2e Groupe d'aviation, il passe bien vite, le 30 novembre 1915, à l'école de pilotage de Chartres, puis le 18 janvier 1916 à l'école d'Avord. Il est breveté pilote militaire le 17 janvier 1916 (brevet n° 2 409). Il est démobilisé le 15 septembre 1919 avec le grade d'adjudant.

### Seconde Guerre mondiale et la Résistance
À la déclaration de la Seconde Guerre mondiale, il est mobilisé le 1er octobre 1939 avec le grade de capitaine, commandant l'escadrille de chasse et de reconnaissance ECR 2/562 alors stationnée sur la base de Lyon-Bron, équipée d'avions Nieuport-Delage NiD.622. Il est démobilisé après l'armistice, le 11 juillet 1940.
Durant toutes les années d'occupation, Henri Lumière joue un rôle éminent dans la Résistance : refus systématique de livraisons aux autorités allemandes de produits photographiques et pharmaceutiques fabriqués par les usines Lumière, soutien aux familles des ouvriers requis pour le service du travail obligatoire en Allemagne (STO), aide matérielle considérable aux services de santé des maquis et aux œuvres sociales de la résistance. Il organise également le déménagement clandestin du stock d'or de la Banque de France de Lyon avec des camions de la société Lumière. Toutes ces activités lui valent l'attribution de la médaille de la Résistance par décret du 17 novembre 1945.

### Industriel
Dès son retour à la vie civile après la Première Guerre mondiale, le 15 septembre 1919, Henri Lumière entre à la société Union Photographique Industrielle, établissements Lumière et Jougla réunis, qui devient en 1928 la Société Lumière. Coopté en tant que membre au Conseil d'administration le 1er janvier 1921, puis administrateur délégué, les frères Lumière souhaitant se consacrer exclusivement à leurs recherches scientifiques. Désigné comme président du Conseil d'administration le 25 octobre 1940, il le demeure jusqu'au 11 juin 1964, date à laquelle il prend sa retraite après avoir assuré la pérennité de son entreprise par un accord signé en 1961 avec le groupe suisse Ciba-Geigy. Henri Lumière prend également une part active à la gestion de la Société des Produits Chimiques Spéciaux « brevets Lumière » (spécialités pharmaceutiques), créée en 1896 à Lyon par son père Auguste, et qui s'intitule ultérieurement Laboratoires Lumière, jusqu'à sa fusion en 1968 avec les Laboratoires Sarbach de Châtillon-sur-Chalaronne (Ain), date à laquelle les Laboratoires Lumière sont sous la présidence de son gendre Maurice Trarieux-Lumière, petit-fils de Louis Lumière.
Président de la Société lyonnaise de textiles (SLT), puis administrateur du Comptoir des Textiles Artificiels après la fusion de la SLT avec le Groupe Gillet, Henri Lumière assume la présidence du Syndicat des textiles artificiels, du 22 janvier 1945 au 16 février 1948, contribuant profondément à la renaissance de cette industrie dans les années difficiles de l'après-guerre, et fait également partie du Conseil d'administration des Hauts-Fourneaux de la Chière.

### Charges publiques
Nommé administrateur provisoire unique de la chambre de commerce et d'industrie de Lyon par arrêté no 5 du 3 septembre 1944 du commissaire de la République Yves Farge, Henri Lumière est élu en décembre 1945 par les nouveaux membres de la chambre à sa présidence, charge qu'il assume pendant dix ans. Il est en outre président de l'Assemblée des présidents des chambres de commerce et d'industrie de 1944 à 1956. Son dévouement à l'intérêt public lui vaut l'attribution en 1948 de la rosette d'officier de la Légion d'honneur et de la cravate de commandeur du Mérite commercial. Il assure en outre les fonctions de conseiller de la Banque de France à Lyon, d'administrateur de la Foire de Lyon, de la Compagnie nationale du Rhône, de la Société d'enseignement professionnel du Rhône, de l'École supérieure de chimie industrielle de Lyon (ESCIL) dont il préside le conseil d'administration, de l'Institut national des sciences appliquées (INSA) et de la compagnie nationale Air France. Élu conseiller municipal de Lyon en mars 1959, réélu en 1965, il participe activement aux travaux des commissions de l'urbanisme, des finances et des élections. Il offre sa démission à Louis Pradel, maire de Lyon, le 9 août 1968 pour raisons de santé.

### Aviateur
Sportif accompli, de stature athlétique, Henri Lumière pratique dès son plus jeune âge la moto, la course automobile, la navigation à voile et à moteur, et le ski, mais il est surtout un remarquable aviateur. Breveté pilote militaire en 1916, il se passionne pour l'acrobatie et, dès son retour à la vie civile, devient rapidement un pilote de voltige aérienne réputé, découvrant à titre anecdotique la sortie de vrille. Alliant la virtuosité à une extrême prudence, Henri Lumière réalise avec son épouse Yvette de nombreux rallyes aériens internationaux : Égypte, Sicile, Maroc, et jusqu'aux dernières années de sa vie, son avion personnel, un Beechcraft C 18S immatriculé « F-BEDV », est son moyen de transport de prédilection pour relier Lyon à Cannes ou Casablanca. Titulaire de 6 000 heures de vol, il assure avec une grande autorité, de 1931 à 1967, la présidence de l'Aéro-club du Rhône et du Sud-Est, dont il fait l'un des premiers clubs aéronautiques de France. Il est décoré de la médaille de l'Aéronautique.

### Décès
Henri Lumière décède à Cannes (Alpes-Maritimes) le 4 octobre 1971, à l'âge de 74 ans. Il est inhumé au cimetière de la Guillotière de Lyon, dans la même sépulture que son père et son oncle.

## Distinctions
- Officier de la Légion d'Honneur
- Médaille de l'Aéronautique
- Médaille de la Résistance française
- Commandeur du Mérite Commercial.